# 高雄市立福山國民中學
高雄市立福山國民中學（英語：Kaohsiung Municipal Fushan Junior High School），簡稱福山國中，是一所位於高雄市左營區的市立國民中學，與高雄市立新莊高級中學和高雄市左營區福山國民小學比鄰，於2001年創校至今。

1999年8月首任校長黃權松奉高雄市政府教育局命令，籌辦高雄市立福山國民中學。
正式成立於2001年7月1日，但因工程營造商倒閉，導致校舍無法預期完工，而借用三所學校供學生就學。
2002年11月20日校舍正式完工。

## 歷任校長
- 第一任：黃權松（2001年7月1日－2008年7月31日
- 第二任：李進丁（2008年8月1日－2012年7月31日）
- 第三任：盧世昌（2012年8月1日-2018年7月31日）
- 第四任：姜正明（2018年8月1日-迄今）

## 地理位置
座落於左營區自由路與大中路、重信路交叉口，
學校東臨新莊高中、西近博愛特區；南有新民國小、北有福山國小。
而學校正門則位於重信路、側門位於自由四路。

## 外部連結
- 高雄市立福山國民中學 （页面存档备份，存于）（繁體中文）